# Návštěvnický registr

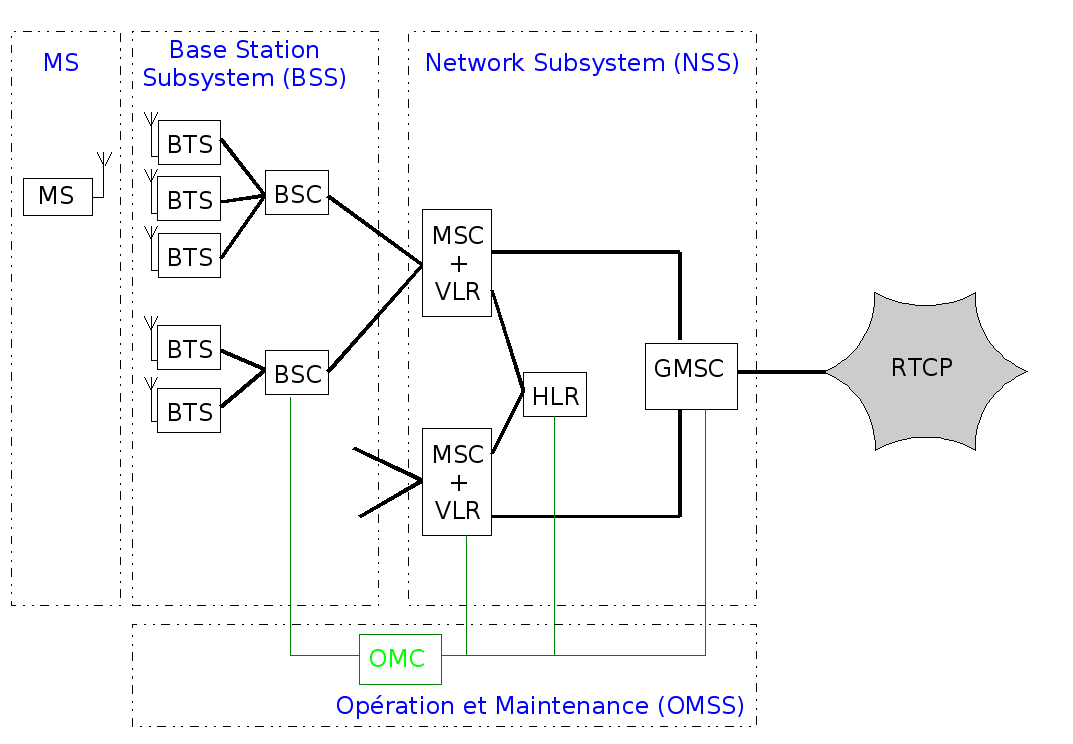
Zjednodušená struktura GSM sítě (bez GPRS); návštěvnický registr je spřažen s ústřednou veřejné mobilní sítě (MSC), která zajišťuje jeho připojení k NSS.

Návštěvnický registr (anglicky Visitor Location Register, VLR) je databáze účastníků v mobilní síti, logicky (a obvykle i fyzicky) související s určitou ústřednou veřejné mobilní sítě (Mobile Switching Centre, MSC). V návštěvnickém registru jsou informace o všech účastnících, kteří se zaregistrovali u příslušné MSC a měli by být jejím prostřednictvím dostupní.

## Údaje v návštěvnickém registru
VLR databáze obsahuje následující informace o každém přihlášení do mobilního zařízení
1. International Mobile Subscriber Identity (IMSI)
2. Mobile Subscriber ISDN Number (MSISDN)
3. Temporary Mobile Subscriber Identity (TMSI)
4. Mobile Station Roaming Number (MSRN)
5. Identifikátor Location Area (LAI)
6. Adresa Mobile Switching Centre (MSC adresa)
7. Adresa domovského registru (HLR adresa)
8. Údaje o rezervovaném profilu služby
9. Účtovací data, která budou předána k vyúčtování na účtovací středisko

Většina informací v návštěvnickém registru jsou kopie dat účastníka z domovského registru (HLR).

## Sestavování hovoru
U mobilních účastníků neobsahuje telefonní číslo žádné informace o jejich poloze. V jaké radiové buňce je účastník právě registrován, je nutné zjistit dotazem na domovský nebo návštěvnický registr. Pro tento dotaz se používá protokol MAP ze signalizačního systému č. 7. Sestavování hovoru nebo zaslání SMS se provádí na základě informací obsažených v odpovědi.
Pokud je třeba spojit telefonní hovor na mobilní telefon, je podle telefonního čísla volaného účastníka vybrán domovský registr, který obsahuje kmenová data účastníka. Domovský registr vrátí adresu mobilní ústředny, v jejímž návštěvnickém registru je účastník právě zaregistrován. Na základě údajů z návštěvnického registru se zjistí MSC Location Area (LA) účastníka. Ve všech rádiových buňkách, které patří do této Location Area, se pak na signalizačním kanálu vysílá paging, který obsahuje TMSI, získaný z návštěvnického registru.

## Location Update
Přesune-li se mobilní telefon do buňky patřící do jiné Location Area nebo uplyne-li doba od poslední registrace mobilního telefonu, stanovená mobilním operátorem, je provedena aktualizace informací o umístění telefonu pomocí procedury Location Update. Pokud telefon neopustí MSC, v jehož VLR je účastník zaregistrován, je pouze aktualizována informace o Location Area ve VLR.
Přesune-li se mobilní telefon do buňky spravované jiným MSC, toto nové MSC o tom informuje HLR. HLR odstraní data o účastníkovi z původního VLR (spojeného s MSC, jehož Location Area účastník opustil) a v novém VLR (k jehož MSC účastník přešel) vytvoří aktuální záznam o účastníkovi.
Super-Charger využívá volnou kapacitu v MSC/VLR nebo SGSN a mění zpracovávání dat o účastníkovi tak, aby se omezil signalizační provoz související s roamingem. Snížení signalizačního provozu se dosahuje bez přidávání dalších uzlů, ale vyžaduje přidání nové funkčnosti do sítě.